# Tunnel van Corphalie
De tunnel van Corphalie is een spoortunnel in Ampsin, een deelgemeente van Amay. De tunnel heeft een lengte van 371 meter. De dubbelsporige spoorlijn 125 gaat door deze tunnel.
Net naast het westelijke tunnelportaal lag het station Corphalie, op grondgebied van de gemeente Hoei.